# Regionalwahl in der Lombardei 2005
Die Regionalwahl in der Lombardei 2005 fand am 3. und 4. April statt; der Regionalrat und der Präsident der Region Lombardei wurden gleichzeitig gewählt.

## Wahlergebnis
| Kandidaten                                   | Kandidaten               | Stimmen   | %    | Listen                             | Stimmen   | %    | Mandate |
| -------------------------------------------- | ------------------------ | --------- | ---- | ---------------------------------- | --------- | ---- | ------- |
|                                              | Roberto Formigonigewählt | 2.841.883 | 53,9 | Forza Italia                       | 1.137.621 | 25,9 | 18      |
| Lega Nord                                    | Roberto Formigonigewählt | 2.841.883 | 53,9 | 693.464                            | 15,8      | 11   |         |
| Alleanza Nazionale                           | Roberto Formigonigewählt | 2.841.883 | 53,9 | 380.962                            | 8,7       | 5    |         |
| Unione dei Democratici Cristiani e di Centro | Roberto Formigonigewählt | 2.841.883 | 53,9 | 166.761                            | 3,8       | 2    |         |
| Nuovo PSI                                    | Roberto Formigonigewählt | 2.841.883 | 53,9 | 36.616                             | 0,8       | –    |         |
| Polo Laico (LD – PRI – PLI)                  | Roberto Formigonigewählt | 2.841.883 | 53,9 | 11.196                             | 0,3       | –    |         |
| Mandate der Listengruppe                     | Roberto Formigonigewählt | 2.841.883 | 53,9 | –                                  | –         | 16   |         |
| ↳ Gesamt                                     | Roberto Formigonigewählt | 2.841.883 | 53,9 | 2.426.620                          | 55,3      | 52   |         |
|                                              | Riccardo Sarfatti        | 2.278.173 | 43,2 | Uniti nell'Ulivo                   | 1.186.848 | 27,1 | 19      |
| Partito della Rifondazione Comunista         | Riccardo Sarfatti        | 2.278.173 | 43,2 | 248.703                            | 5,7       | 3    |         |
| Federazione dei Verdi                        | Riccardo Sarfatti        | 2.278.173 | 43,2 | 128.060                            | 2,9       | 2    |         |
| Partito Pensionati                           | Riccardo Sarfatti        | 2.278.173 | 43,2 | 115.481                            | 2,6       | 1    |         |
| Partito dei Comunisti Italiani               | Riccardo Sarfatti        | 2.278.173 | 43,2 | 104.481                            | 2,4       | 1    |         |
| Italia dei Valori                            | Riccardo Sarfatti        | 2.278.173 | 43,2 | 61.431                             | 1,4       | 1    |         |
| Nicht gewählte Direktkandidat                | Riccardo Sarfatti        | 2.278.173 | 43,2 | –                                  | –         | 1    |         |
| ↳ Gesamt                                     | Riccardo Sarfatti        | 2.278.173 | 43,2 | 1.845.004                          | 42,1      | 28   |         |
|                                              | Gianmario Invernizzi     | 142.807   | 2,7  | Alternativa Sociale                | 54.937    | 1,3  | –       |
| Lega Padana Lombardia                        | Gianmario Invernizzi     | 142.807   | 2,7  | 39.012                             | 0,9       | –    |         |
| Pensioni & Lavoro                            | Gianmario Invernizzi     | 142.807   | 2,7  | 7.409                              | 0,2       | –    |         |
| ↳ Gesamt                                     | Gianmario Invernizzi     | 142.807   | 2,7  | 101.358                            | 2,3       | –    |         |
|                                              | Marco Marsili            | 14.008    | 0,3  | Federazione dei Liberaldemocratici | 11.579    | 0,3  | –       |
| Gesamt                                       | Gesamt                   | 5.276.871 | 100  |                                    | 4.384.561 | 100  | 80      |